# Naruto: Siódmy Hokage i Księżyc Szkarłatnego Kwiatu
Naruto: Siódmy Hokage i Księżyc Szkarłatnego Kwiatu (jap. NARUTO -ナルト- 外伝 〜七代目火影と緋色の花つ月〜 Naruto Gaiden: Nanadaime Hokage do Akairo no Hanatsuzuki; ang. Naruto: The Seventh Hokage and the Scarlet Spring) – spin-off Naruto napisany i zilustrowany przez Masashiego Kishimoto. Jego fabuła rozgrywa się krótko po epilogu serii Naruto i skupia się na Saradzie Uchiha,  młodej kunoichi z kraju zwanego Hinokuni ("Kraj Ognia"). Sarada jest zaniepokojona tożsamością swojego nieobecnego ojca, Sasuke Uchiha oraz tym, czy Sakura Uchiha jest jej matką. Z pomocą Siódmego Hokage, Naruto Uzumakiego, Sarada udaje się w podróż w celu potwierdzenia swojego pochodzenia, podczas której konfrontuje się z grupą ludzi, którzy chcą zabić jej ojca.
Kishimoto opracował mangę, aby przedstawić relacje Sarady z jej rodzicami, a także małżeństwo na odległość Sasuke i Sakury. Autor miał trudności ze stworzeniem Sarady, ponieważ był niedoświadczony w przedstawianiu kobiecych postaci. Manga odniosła komercyjny sukces w Japonii i Ameryce Północnej. Sceny akcji komiksu spotkały się z negatywną reakcją krytyków, natomiast złoczyńcy byli ogólnie odbierani negatywnie.

## Fabuła
15 lat po IV Wielkiej Wojnie Ninja. Jedenastoletnia Sarada Uchiha, córka Sasuke Uchiha i Sakury Uchiha, pragnie dowiedzieć się więcej o swoim ojcu, którego nigdy nie ma w domu. Na zdjęciu widzi byłą współpracownicę Sasuke, Karin i zdaje sobie sprawę, że noszą podobne okulary. W rezultacie Sarada zaczyna zadawać pytania, czy Sakura jest jej prawdziwą matką. Podąża wraz ze swoją przyjaciółką Chōchō Akimichi za przywódcą Konohy, Siódmym Hokage Naruto Uzumakim, który zaaranżował spotkanie z Sasuke, który z kolei spotkał chłopaka, posiadającego Sharingana (jap. 写輪眼 dosł. kopiujące oko; ang. manga: Mirror Wheel Eye), zdolność należącą tylko do klanu Uchiha. W wyniku tego Sasuke potrzebował pomocy wioski. Wkrótce po ich wyruszeniu z wioski, Sarada i Chōchō zostają zaatakowane przez wroga Sasuke. Naruto ratuje je, zmuszając chłopaka do odwrotu. Hokage zabiera dziewczyny ze sobą do lokacji Sasuke, a Sarada budzi Sharingan na myśl o spotkaniu z ojcem. Wkrótce potem ojciec chłopaka, Shin Uchiha, staje twarzą w twarz z Naruto i Sasuke, i unieruchamia ich obydwu. Mimo to zostaje pokonany przez Sakurę, po czym stwór kontrolowany przez Shina teleportuje go i Sakurę do jego kryjówki.
Aby uratować Sakurę, grupa szuka informacji u Orochimaru i dowiaduje się, że chłopak jest jednym z klonów Shina. Po odciągnięciu go na bok, Sarada przekonuje byłego sojusznika Sasuke, Suigetsu Hōzukiego, do przeprowadzenia testu DNA. Suigetsu uważa, że ma pępowinę Karin i porównuje jej DNA z DNA Sarady. Próbki pasują, powodując, że Sarada błędnie wierzy, że Sakura nie jest jej prawdziwą matką. Po wysłuchaniu rozmowy Sarady i Suigetsu, Naruto uspokaja Saradę, przypominając jej, że tylko miłość naprawdę ma znaczenie, a nie pokrewieństwo. Sarada i Naruto wracają do Sasuke, który znajduje lokalizację Shina. Sasuke wygrywa z Shinem i ratuje swoją żonę. Z kolei Sarada pokonuje klony Shina, wykorzystując naturalnie precyzyjną kontrolę nad czakrą odziedziczoną po Sakurze, która mówi Saradzie, że jest jej biologiczną matką. Sasuke stwierdza następnie, że istnienie Sarady dowodzi, że uczucia jego i Sakury są połączone. Przed opuszczeniem Konohy, Sasuke szturcha czoło Sarady, ku jej radości. W kryjówce Orochimaru, Karin ujawnia, że pępowina używana wcześniej do testu DNA była pępowiną łączącą Sakurę i Saradę oraz mówi, że była położną Sakury, kiedy ona i Sasuke podróżowali razem. Ze względu na jej podziw dla Naruto, Sarada chce zostać w przyszłości Hokage.

## Stworzenie i wydanie
Masashi Kishimoto powiedział, że podczas tworzenia mangi czuł presję, aby sprostać oczekiwaniom, które zostały ustanowione przez wydawanie Naruto. Według autora głównym tematem komiksu jest „uczucia są połączone”. Jedną z największych trudności, jakie napotkał podczas tworzenia spin-offa Naruto, było rozwinięcie postaci Sarady Uchiha; Kishimoto martwił się sposobem, w jaki pierwotnie męska publiczność franczyzy zareaguje na kobiecą bohaterkę. Kishimoto zbadał cechy wizualne kobiet, aby wybrać cechy, które pozwolą przedstawić osobowość Sarady. Zamiast tego dał cechy, o których czytał, Chōchō Akimichi, innej postaci, która pojawia się w spin-offie, aby zrównoważyć mroczną historię Sarady. Chōchō pełni rolę zabawnego przerywnika dla czytelników.
Kishimoto chciał rozwinąć więź między Saradą i jej matką Sakurą, i zakończyć spin-off z naciskiem na rodzinę Sarady. Początkowo planował dodać wspomnienia związane z Karin, ale zamiast tego postanowił wykorzystać pozostałe strony, aby podkreślić więź rodziny Uchiha i przedstawić chwile, zanim Sasuke znowu zostawi swoją żonę i córkę. Autor uznał, że byłoby to bardziej odpowiednie zakończenie tego spin-offa.
Manga składa się z 10 rozdziałów, które były wydawane w magazynie Shūkan Shōnen Jump wydawnictwa Shūeisha od 27 kwietnia do 6 lipca 2015 roku. W połowie czerwca 2015 Shūeisha zapowiedziała wydanie rozdziałów w formie tomu tankōbon; jego premiera miała miejsce 4 sierpnia 2015 roku. 9 października 2015 roku wydawnictwo Viz Media ogłosiło, że uzyskało licencję na mangę, która zostanie opublikowana online w Ameryce Północnej; następnie 5 stycznia 2016 roku wydano tę mangę w formie tomu. Na terenie Polski tom Naruto: Siódmy Hokage i Księżyc Szkarłatnego Kwiatu pojawił się 1 marca 2016 roku nakładem wydawnictwa Japonica Polonica Fantastica.
| # | Tytuł | Wydanie japońskie | Wydanie amerykańskie                                                                              | Wydanie polskie                                                                                   |
| --- | --- | --- | ------------------------------------------------------------------------------------------------- | ------------------------------------------------------------------------------------------------- |
| – | Sarada Uchiha Uchiha Sarada (うちはサラダ) | 4 sierpnia 2015 ISBN 978-4-08-880468-2 | 5 stycznia 2016 ISBN 978-1-4215-8493-5                                                            | 1 marca 2016 ISBN 978-83-7471-473-0                                                               |
| Lista rozdziałów: - 700+1: Sarada Uchiha (jap. うちはサラダ Uchiha Sarada) - 700+2: Chłopak z Sharinganem...!! (jap. 写輪眼の少年...!! Sharingan no Shōnen...!!) - 700+3: Ponowne spotkanie (1) (jap. 邂逅① Kaikō 1) - 700+4: Ponowne spotkanie (2) (jap. 邂逅② Kaikō 2) - 700+5: Przyszłość (jap. 未来は Mirai wa) - 700+6: Gatunek bez ewolucji (jap. 進化無き種 Shinkanaki Shu) - 700+7: Niewolnik genów (jap. 遺伝子の奴隷 Idenshi no Dorei) - 700+8: Prawdziwa (jap. 本物 Honmono) - 700+9: Ochronić (jap. 私が守る Watashi ga Mamoru) - 700+10: Odbicie w oczach (jap. その眼に写るもの Sono Me ni Utsurumono) | Lista rozdziałów: - 700+1: Sarada Uchiha (jap. うちはサラダ Uchiha Sarada) - 700+2: Chłopak z Sharinganem...!! (jap. 写輪眼の少年...!! Sharingan no Shōnen...!!) - 700+3: Ponowne spotkanie (1) (jap. 邂逅① Kaikō 1) - 700+4: Ponowne spotkanie (2) (jap. 邂逅② Kaikō 2) - 700+5: Przyszłość (jap. 未来は Mirai wa) - 700+6: Gatunek bez ewolucji (jap. 進化無き種 Shinkanaki Shu) - 700+7: Niewolnik genów (jap. 遺伝子の奴隷 Idenshi no Dorei) - 700+8: Prawdziwa (jap. 本物 Honmono) - 700+9: Ochronić (jap. 私が守る Watashi ga Mamoru) - 700+10: Odbicie w oczach (jap. その眼に写るもの Sono Me ni Utsurumono) | Lista rozdziałów: - 700+1: Sarada Uchiha (jap. うちはサラダ Uchiha Sarada) - 700+2: Chłopak z Sharinganem...!! (jap. 写輪眼の少年...!! Sharingan no Shōnen...!!) - 700+3: Ponowne spotkanie (1) (jap. 邂逅① Kaikō 1) - 700+4: Ponowne spotkanie (2) (jap. 邂逅② Kaikō 2) - 700+5: Przyszłość (jap. 未来は Mirai wa) - 700+6: Gatunek bez ewolucji (jap. 進化無き種 Shinkanaki Shu) - 700+7: Niewolnik genów (jap. 遺伝子の奴隷 Idenshi no Dorei) - 700+8: Prawdziwa (jap. 本物 Honmono) - 700+9: Ochronić (jap. 私が守る Watashi ga Mamoru) - 700+10: Odbicie w oczach (jap. その眼に写るもの Sono Me ni Utsurumono) | Postacie z okładki: - Naruto Uzumaki - Sarada Uchiha - Chōchō Akimichi - Orochimaru - Shin Uchiha | Postacie z okładki: - Naruto Uzumaki - Sarada Uchiha - Chōchō Akimichi - Orochimaru - Shin Uchiha |

## Odbiór
W tygodniu wydania, Naruto: Siódmy Hokage i Księżyc Szkarłatnego Kwiatu został sprzedany w liczbie 619 964 szt. w Japonii, a do września 2015 roku jego sprzedaż osiągnęła łącznie 956 387 egzemplarzy. Według NPD BookScan manga była najlepiej sprzedającym się tomem w Ameryce Północnej w styczniu 2016 roku, natomiast w marcu spadła na #18 miejsce. Ponadto w okresie od 3 do 23 stycznia i od 7 do 13 lutego 2016 była na #2 miejscu wśród najlepiej sprzedających się mang według dziennika The New York Times. Następnie w drugiej połowie lutego 2016 zajmowała kolejno #5 i #9 miejsce, z kolei pod koniec listopada tegoż roku wróciła na listę sprzedaży, zajmując #8 miejsce.
Charakterystyka Sarady i jej relacje z rodzicami były chwalone przez krytyków. Amy McNulty z Anime News Network przyznała mandze ocenę „B+” z powodu użycia Sarady jako głównej bohaterki. Stwierdziła, że Sarada angażuje się z powodu cech, które odziedziczyła po rodzicach i doceniła dalszy wgląd w rodzinę Uchiha. McNulty powiedziała, że autorowi udało się „dotknąć niektórych uniwersalnych tematów w jego opisie tej młodej dziewczyny, co naprawdę sprawia, że ożywa”, a biorąc pod uwagę rzadkość postaci kobiecych w shōnen-mangach, było „odświeżająco zobaczyć jedną gwiazdę... w mandze akcji. Nigdy nie stawaj się uprzedmiotowiony lub nie uosabiaj zmęczonych stereotypów”. Z kolei Daniel Quesada z HobbyConsolas bardzo chwalił wizerunek Sarady z powodu jej wątpliwości co do jej celu w życiu i jej związku z rodziną, co zdawało się przesłonić samego Naruto. Docenił także rolę Chōchō, ponieważ spełniła swoją rolę zabawnego przerywnika. Chwaląc charakterystykę starszych postaci, serwis Manga News miał mieszane opinie na temat postaci Sarady ze względu na jej niepokój związany z jej rodziną. Podobnie jak inni recenzenci, Christian Chiok z Japanator uważał związek Sasuke i Sarady za najlepszą część tomu.
Podczas gdy krytycy chwalili rysunki w mandze, sceny walki otrzymywały mieszane recenzje, a złoczyńcy byli najczęściej krytykowani. Amy McNulty uważała rysunki Kishimoto za atrakcyjne. Daniel Quesada stwierdził, że Shin Uchiha był tylko pretekstem do wprowadzenia wroga do historii, która skupia się bardziej na rodzinie Uchiha niż na przemocy. Poza chwaleniem rysunków, recenzenci Internet Bookwatch i School Library Journal cieszyli się sposobem, w jaki Kishimoto radził sobie ze scenami walki, skupiając się na głównym temacie, czyli powiązaniach między krewnymi, co wynika z rozwoju Sarady. Pomimo tego, że fabuła została ustawiona po wydarzeniach z głównej serii Naruto, to Siódmy Hokage i Księżyc Szkarłatnego Kwiatu został nazwany historią pasującą dla nowicjuszy, którzy nie mieli styczności z poprzednimi tomami z serii. Autor Manga News stwierdził, że złoczyńca jest wystarczająco groźny pomimo tego, że manga składa się tylko z jednego tomu, w którym można opowiedzieć historię. Inny recenzent z tej samej strony napisał, że choć manga nie osiągnęła tej samej jakości co oryginalne Naruto, to wciąż przedstawiała zabawne tematy, takie jak dojrzewanie nowych postaci, ponieważ poprzedni bohaterowie są teraz rodzicami. Podobnie jak Quesada, Christian Chiok uznał złoczyńcę i walkę za rozczarowującą, i żałował, że nowe pokolenie postaci nie będzie miało większych ról niż dorośli. Według recenzenta Tanuki Manga tom o Saradzie „nie zaskakuje oryginalnością. Powtarza schematy wielokrotnie już w Naruto wykorzystywane”. Stwierdził również, że pochodzenie antagonisty jest zrobione na siłę, a sama akcja „nie zachwyca dynamiką czy zaciętością walk”.

## Adaptacja anime
W 32. numerze Weekly Shōnen Jump podano, że firma produkcyjna Studio Pierrot zaadaptuje tom Naruto: Siódmy Hokage i Księżyc Szkarłatnego Kwiatu do jednej z historii w serialu anime Boruto: Naruto Next Generations, a jej premiera była przewidziana na sierpień 2017 roku. Epizody związane z mangą były emitowane w okresie od 9 sierpnia do 6 września 2017 roku (odcinki 19–23). Aktorzy głosowi, którzy grali rodzinę Uchiha, czyli Kokoro Kikuchi (Sarada), Noriaki Sugiyama (Sasuke) i Chie Nakamura (Sakura), cieszyli się rozwojem bohaterów, ponieważ tworzyli więź rodzinną podczas opowieści. Seria została wysoko oceniona przez recenzentów mangi i anime za ukazanie Uchiha jako przyjemnej i jednocześnie wadliwej rodziny. Krytycy docenili także związek Sarady i Sasuke ze względu na sposób, w jaki tworzą więź. Japoński zespół rockowy Scenarioart (jap. シナリオアート) odpowiedzialny za wykonanie końcowej piosenki przewodniej dla tej opowieści otrzymał wskazówki od studia Pierrot, aby ten utwór mógł pokazać odległe, ale i troskliwe relacje pomiędzy Sasuke i Saradą. W rezultacie, chociaż teksty często wspominają o pożegnaniach Sasuke i Sarady, to jednak celem było sprawienie, aby wyglądało to optymistycznie, ponieważ i tak spotkają się ponownie.